# Łowcy przygód (powieść)
Łowcy przygód – powieść przygodowa Jerzego Marlicza, wydana w 1932 roku.
Książka jest kontynuacją powieści Łowcy wilków i Łowcy złota Jamesa Olivera Curwooda. Jej treścią są dalsze losy ich bohaterów – Roda, Wabiego i Mukokiego, którzy ponownie wyruszają na wyprawę przez lasy na Dalekiej Północy.
Książka została napisana i wydana już po śmierci Curwooda. Jej autorką jest tłumaczka jego książek – Halina Borowikowa, tworząca pod pseudonimem Jerzy Marlicz.